# Koigu (Urvaste)
Koigu – wieś w Estonii, w prowincji Võru, w gminie Urvaste.